# زنگ‌مرغ سفید
زنگ‌مرغ سفید (نام علمی: Procnias albus) گونه‌ای از پرندگان خانواده گوهرمرغان است. این پرنده پر سر و صداترین پرنده جهان است که صدایی تا ۱۲۵٫۴ دسی‌بل تولید می‌کند. لقب خاص اغلب alba نوشته می‌شود، اما آلبوس به دلیل جنسیت مذکر "Procnias" صحیح است. در جنگل‌های گویانا، با تعداد کمی در ونزوئلا و ایالت پارا برزیل، و همچنین ترینیداد و توباگو و پاناما یافت می‌شود. مانند دو عضو دیگر Procnias، نرها دارای ساختارهای گوشتی هستند که شبیه به پوست قرمزرنگی است که از گلوی خروس‌ها آویزان است.
محدوده پراکنش زنگ‌مرغ سفید شامل بخش‌هایی از برزیل، گویان فرانسه، گویان، سورینام، ترینیداد و توباگو و ونزوئلا است. در جنگل‌های نمناک گرمسیری یا نیمه‌گرمسیری یافت می‌شود.